# دوسالانه کتاب معماری و شهرسازی (جایزه منوچهر مزینی)
جایزه منوچهر مزینی، جایزه‌ای است که هر دو سال یک بار طی مراسمی، توسط انجمن مفاخر معماری ایران، به مهم‌ترین کتاب‌ها و ناشرین فعال در حوزهٔ معماری و شهرسازی داده می‌شود.
این جایزه به افتخار منوچهر مزینی مترجم، معمار و شهرساز فقید، به این نام شناخته می‌شود. نخستین دوره از این جایزه در سال ۱۳۸۹ برگزار شد که در آن آثار مربوط به سال‌های ۱۳۸۷ تا ۱۳۸۹ امکان شرکت داشتند. پنجمین دوره از این جایزه در اردیبهشت ۱۳۹۸ برگزار شد.